# موتوراما (فیلم)
موتوراما (به انگلیسی: Motorama) فیلمی محصول سال ۱۹۹۱ و به کارگردانی بری شلس است. در این فیلم بازیگرانی همچون مارتا کوئین، فلی، مایکل جی. پولارد، درو بریمور، میت لوف، گرت موریس، جردن کریستوفر مایکل، سوزان تایرل، مری وارناف، الیس بیسلی، شلی برمن، جک نانس و جان اسپنسر ایفای نقش کرده‌اند.